# 苗俊刚
苗俊刚 (1963年—)，北京航空航天大学电子信息工程学院教授，主要从事微波遥感理论与技术、电磁散射与辐射测量技术等方面的研究工作。入选中华人民共和国教育部2007年度"长江学者"特聘教授。